# Forte da Feiteira

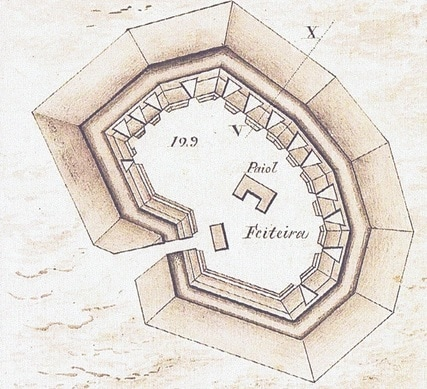
Desenho da planta do forte

O Forte da Feiteira está localizado no Município de Torres Vedras, no distrito de Lisboa, Portugal. A construção do forte começou em 1810 como parte da primeira das três Linhas de Torres Vedras, que eram linhas defensivas para proteger a capital portuguesa da invasão pelos franceses durante a Guerra Peninsular (1807-1814) ou, em caso de derrota, para proteger o embarque de um exército britânico em retirada.